# آتول ها دال
آتول ها دال تقسيم إداري في جزر المالديف. هو آتول في جزر المالديف وهو الجزء الجنوبي من آتولات جزر المالديف الطبيعية.
يشمل هذا التقسيم الإداري جزيرة ماكونودهو أو ماماكوندهو (مالكولم آتول في المخططات البحرية الأمريكية) بشعابها المرجانية الكبيرة، بالإضافة إلى الآتول الأكبر ثايلادونماثي أو تيلادوماتي. تم تقسيم Thiladhunmathi في التقسيمات الشمالية والجنوبية في 21 مايو 1958.
يوجد مطار محلي في جزيرة Hanimaadhoo على بعد حوالي 15 كم من عاصمة Kulhudhuffushi. وقبل جزيرة كولهودفوشي، كانت جزيرة نولوهيفارانفارو عاصمة الجزيرة المرجانية حتى 6 مايو 1992.
إن آتول را وبا اتول وغيرها من المسميات هي رسائل شفوية مخصصة للأقسام الإدارية الحالية لجزر المالديف. فهي ليست الأسماء الصحيحة للجزر الطبيعية التي تشكل هذه الانقسامات. وتنقسم بعض الجزر المرجانية إلى قسمين إداريين بينما تتألف الأقسام الأخرى من جزيرتين طبيعيتين أو أكثر. إن الترتيب الذي تتبعه الأحرف البرمجية هو من الشمال إلى الجنوب، بدءًا من الأحرف الأولى من الأبجدية التانا المستخدمة في الديفيهي. هذه الرموز البرمجية ليست دقيقة من الناحية الجغرافية والثقافية. ومع ذلك، فقد أصبحت شعبية بين السياح والأجانب في جزر المالديف الذين يجدون سهولة في نطقهم أكثر من الأسماء الحقيقية للجزر المرجانية في ديفيهي، (عدا بعض الاستثناءات مثل أري أتول). 

## جزر
| DhipparufushiFaridhooFenboahuraaHirinaidhooHondaafushiHondaidhooInnafushiKanamanaKattalafushiKeylakunuKunburudhooKudafaruKudamuraidhooMaavaidhooMuiriNaagoashiRahburiRuffushiTheefaridhooVaikaramuraidhooVeliganduFineyHanimaadhooHirimaradhooKulhudhuffushiKumundhooKurinbiMakunudhooNaivaadhooNellaidhooNeykurendhooNolhivaramNolhivaranfaruVaikaradhoo |

## أعلام
- إبراهيم وحيد حسن